# Апертурный синтез
 Апертурный синтез  — интерференционный метод радионаблюдений, позволяющий получать на небольших радиотелескопах, разнесенных в пространстве, высокое угловое разрешение. Широко применяется в радиолокации и радиоастрономии.
Одиночный радиотелескоп с параболической антенной имеет предельную разрешающую способность
{\displaystyle \theta _{min}={\frac {\lambda }{d}}},
где {\displaystyle \lambda } — длина волны, {\displaystyle d} — диаметр апертуры. Крупнейшие радиотелескопы (диаметром до 100 м на сантиметровых волнах) дают разрешение в несколько угловых секунд. Для сравнения, в оптике такое же разрешение позволяет получить любительский 10-см рефлектор. Однако система из двух радиотелескопов, работающих в режиме радиоинтерферометра, обладает разрешением, обратно пропорциональным не размеру антенн, а расстоянию между ними.

## Основные понятия
В радиоастрономии обычно оперируют понятием потока излучения {\displaystyle S(\theta ,\varphi )} или антенной температурой {\displaystyle T_{a}(\theta ,\varphi )}. Обе эти величины характеризуют количество энергии, приходящее от исследуемого источника. Однако возможен формализм как пространственных координат {\displaystyle (\theta ,\varphi )}, так и пространственных частот {\displaystyle (u,v)}. Переход от одного формализма к другому осуществляется преобразованием Фурье:
{\displaystyle {\hat {T}}_{a}(u,v)=\int \int \limits _{-\infty }^{\infty }T_{a}(\theta ,\varphi )e^{-i2\pi (\theta u+\varphi v)}\,d\theta d\varphi }.

### Последовательный синтез
Предположим, имеется две антенны, расстояние (база) между которыми может меняться до некоторого предельного {\displaystyle D_{max}}. Если эти две антенны навести на один объект, то излучение объекта создаст на их приемниках напряжения {\displaystyle V_{1}(t)} и {\displaystyle V_{2}(t)}. При этом {\displaystyle V_{1}(t)} и {\displaystyle V_{2}(t)} это один и тот же сигнал, только сдвинутый на время прохождения добавочного расстояния (см. илл.). Доказано, что взаимнокорреляционная функция этих сигналов будет связана с антенной температурой:
{\displaystyle K(u,v)={\frac {\overline {V_{1}\cdot V_{2}^{*}}}{\overline {V_{1}\cdot V_{1}^{*}}}}={\frac {\iint T_{a}(\theta ,\varphi )e^{-i2\pi (\theta u+\varphi v)}\,d\theta d\varphi }{\iint T_{a}d\theta d\varphi }}={\frac {{\hat {T}}_{a}(u,v)}{P_{0}}}},
причем из свойств преобразования Фурье следует:
{\displaystyle {\frac {1}{2\Delta \theta }}=u_{max}\equiv {\frac {D_{max}}{\lambda }}}
{\displaystyle \theta _{s}={\frac {1}{2\Delta u}}={\frac {1}{2\cdot (\Delta D/\lambda )}}},
где {\displaystyle \Delta \theta } — угловое разрешение интерферометра, {\displaystyle \theta _{s}} — угловые размеры источника, {\displaystyle D_{max}} — максимально допустимая база, {\displaystyle \Delta D} — шаг при смене баз.
Таким образом одно наблюдение на таком интерферометре позволяет получить одну точку на uv-плоскости. После того, как все необходимые точки получены, с помощью обратного фурье-преобразования можно восстановить изображение объекта {\displaystyle T_{a}(\theta ,\varphi )}.

### Параллельный синтез
В принципе для осуществления синтеза достаточно даже двух антенн. Но для протяжённых источников шаг изменения баз может оказаться слишком малым и для заполнения uv-плоскости понадобится много часов. Если источник имеет переменность на меньших масштабах времени, то она не будет выявлена. Однако, если взять N антенн и расположить их в форме креста на необходимом расстоянии {\displaystyle \Delta D} друг от друга, то уже после одного наблюдения вся uv-плоскость окажется заполненной, так как попарная корреляция даст все необходимые базы. Такая схема называется крестом Миллса.